# Lee Jae-myung
Lee Jae-myung (이재명?; Andong, 22 dicembre 1964) è un politico sudcoreano, 14º Presidente della Corea del Sud dal 4 giugno 2025.
In precedenza, egli ha altresì ricoperto i ruoli di Assembleista nazionale dal 2 giugno 2022 al 4 giugno 2025, Governatore del Gyeonggi dal 1º luglio 2018 al 25 ottobre 2021 ed infine Sindaco di Seongnam dal 1º luglio 2010 al 15 marzo 2018.
È stato leader del Partito Democratico di Corea dal 28 agosto 2022 al 9 aprile 2025.

## Biografia
Nato il 22 dicembre 1964 ad Andong, nella provincia del Gyeongsang Settentrionale, come quinto di sette figli in una famiglia povera; il padre lavorava come agricoltore e addetto alle pulizie mentre la madre vendeva carta igienica.
Frequentò gli studi fino al completamento della scuola elementare e viste le condizioni economiche della famiglia non poté accedere agli studi superiori. Si trasferì insieme alla famiglia a Seongnam, una città pianificata realizzata sotto la presidenza di Park Chung-hee per lo sviluppo industriale del Paese, abitata in larga parte da persone povere, dove trovò lavoro in diverse piccole aziende manifatturiere e poiché non raggiungeva l'età legale per lavorare avrebbe fatto uso di diversi pseudonimi. Durante questi lavori si ferì una prima volta ad un dito e poi una seconda volta al braccio sinistro; quest'ultima ferita risultò in un gomito varo e in una pseudoartrosi che ha comportato sia la sua esenzione dal servizio militare che la sua registrazione come persona portatrice di handicap.
Decise di voler proseguire gli studi e quindi nel 1978 passò gli esami per ottenere un diploma di scuola media e poi nel 1980 riuscì ad ottenere un diploma di scuola superiore superando gli esami di ammissione all'università. Grazie ad una borsa di studio si iscrisse quindi presso la Facoltà di Giurisprudenza dell'Università Chung-Ang di Seul, laureandosi nel 1986; successivamente frequentò per due anni l'Istituto di ricerca e addestramento giudiziario della Corte suprema per poter esercitare la professione in ambito giudiziario, con l'obiettivo di diventare un giudice o un pubblico ministero.
Aprì uno studio legale a suo nome e si attivò per collaborare nella difesa dei diritti umani e dei lavoratori con l'organizzazione Minbyun, che raggruppa numerosi avvocati sudcoreani impegnati nella tutela dei diritti umani e della democrazia.

### Carriera politica
Il 23 agosto 2005 si unì al Partito Uri, allora alla guida del paese, annunciando la sua candidatura a sindaco di Seongnam alle elezioni locali del 2006, venendo tuttavia sconfitto. Nell'ambito delle elezioni presidenziali del 2007 partecipò attivamente nella campagna del candidato Chung Dong-young del Nuovo Grande Partito Democratico Unificato e poi si presentò alle elezioni parlamentari del 2008, tentando invano di ottenere un seggio all'Assemblea nazionale. Dopo le elezioni del 2008 divenne vice-portavoce del Partito Democratico su richiesta del leader Chung Sye-kyun.
Nel 2010 fu eletto sindaco di Seongnam, venendo poi rieletto nel 2014 per un secondo mandato. Successivamente nel 2017 si candidò alle primarie del Partito Democratico in vista delle successive elezioni presidenziali ma si classificò solamente al terzo posto; si candidò quindi alle elezioni governatoriali per la provincia di Gyeonggi, iniziando il suo mandato il 1º luglio 2018.
Si presentò nuovamente alle elezioni presidenziali del 2022, riuscendo a divenire il candidato del Partito Democratico, perdendo tuttavia contro il candidato del Partito del Potere Popolare Yoon Suk-yeol.
Nel gennaio 2024 è stato accoltellato al collo durante una conferenza stampa a Busan, venendo ricoverato in ospedale con una lacerazione di circa 1 centimetro.
Presentatosi ancora una volta alle anticipate elezioni presidenziali del 2025, riuscendo a divenire senza troppi problemi il candidato del Partito Democratico di Corea, vince infine contro il candidato del Partito del Potere Popolare Kim Moon-soo, divenendo così il 14º Presidente del paese il successivo 4 giugno.